# Pseudocepola taeniosoma
Pseudocepola taeniosoma är en fiskart som beskrevs av Kamohara, 1935. Pseudocepola taeniosoma ingår i släktet Pseudocepola och familjen Cepolidae. Inga underarter finns listade i Catalogue of Life.